# Lycengraulis grossidens
Lycengraulis grossidens is een straalvinnige vis uit de familie van ansjovissen (Engraulidae) en behoort derhalve tot de orde van haringachtigen (Clupeiformes). De vis kan een lengte bereiken van 23 cm.

## Leefomgeving
Lycengraulis grossidens komt zowel in zoet als zout water voor. Ook in brak water is de soort waargenomen. De vis prefereert een subtropisch klimaat en leeft hoofdzakelijk in de Atlantische Oceaan. De diepteverspreiding is 0 tot 40 m onder het wateroppervlak.

## Relatie tot de mens
Lycengraulis grossidens is voor de visserij van beperkt commercieel belang. In de hengelsport wordt er weinig op de vis gejaagd.